# Steiner Jenő
Steiner Jenő (1890-?) magyar gyermekorvos, orvosi szakíró.

## Életútja, munkássága
Egyetemi diplomáját Budapesten szerezte, s ugyanott, a Bródy Adél Kórházban végzett orvosi gyakorlatot. Az 1920-as évektől előbb az aradi városi gyermekkórház orvosa volt, majd magánrendelőt nyitott Szatmárnémetiben.
Szakcikkei német, román és magyar orvosi szaklapokban jelentek meg. Társadalmi témájú publicisztikai írásait aradi és szatmári lapok közölték.